# Kongefilmen Frederik IX
Kongefilmen Frederik IX er en dansk dokumentarfilm fra 1949, der er instrueret af Johan Jacobsen efter manuskript af Johannes Allen.

## Handling
Filmen er udsendt i anledning af kong Frederik 9.'s 50 års fødselsdag, 11. marts 1949. Man følger de vigtigste begivenheder fra både kong Frederik og dronning Ingrids barndom og op til nutiden. Der er optagelser fra brylluppet i Stockholm, parrets rejse til USA, kongehuset under besættelsen, statsbesøg, kongens daglige arbejde men også familieliv og privatinteresser.